# Općinska A liga NSP Koprivnica 1975./76.
Općinska A liga Nogometnog saveza područja Koprivnica (Općinska A liga Koprivnica) za sezonu 1975./76. je bila liga šestog stupnja nogometnog prvenstva Jugoslavije. 
 
Sudjelovalo je osam klubova, a prvak je bio "Rudar" iz Botinovca. 

## Ljestvica
| mj. | klub                        | ut. | pob. | ner. | por. | gol+ | gol- | bod |
| --- | --------------------------- | --- | ---- | ---- | ---- | ---- | ---- | --- |
| 1.  | Rudar Botinovec             | 14  | 9    | 4    | 1    | 36   | 17   | 22  |
| 2.  | Drava Novigrad Podravski    | 14  | 11   | 0    | 3    | 36   | 19   | 22  |
| 3.  | Sabarija Subotica Podravska | 14  | 8    | 3    | 3    | 43   | 25   | 19  |
| 4.  | Sloga Koprivnički Ivanec    | 14  | 6    | 3    | 5    | 33   | 24   | 15  |
| 5.  | Galeb Koledinec             | 14  | 7    | 0    | 7    | 30   | 28   | 14  |
| 6.  | Mučna Reka (Reka)           | 14  | 4    | 3    | 7    | 23   | 32   | 11  |
| 7.  | Tehničar Cvetkovec          | 14  | 3    | 1    | 10   | 26   | 43   | 7   |
| 8.  | Mladost Kutnjak             | 14  | 0    | 2    | 12   | 13   | 52   | 2   |

## Rezultatska križaljka
| kratica | klub                        | DRA | GAL | MLA | MUR | RUD | SAB | SLO | TEH |
| --- | --------------------------- | --- | --- | --- | --- | --- | --- | --- | --- |
| DRA | Drava Novigrad Podravski    |     |     |     |     |     |     |     |     |
| GAL | Galeb Koledinec             |     |     |     |     |     |     |     |     |
| MLA | Mladost Kutnjak             |     |     |     |     |     |     |     |     |
| MUR | Mučna Reka (Reka)           |     |     |     |     |     |     |     |     |
| RUD | Rudar Botinovec             |     |     |     |     |     |     |     |     |
| SAB | Sabarija Subotica Podravska |     |     |     |     |     |     |     |     |
| SLO | Sloga Koprivnički Ivanec    |     |     |     |     |     |     |     |     |
| TEH | Tehničar Cvetkovec          |     |     |     |     |     |     |     |     |
| |                             |     |     |     |     |     |     |     |     |
| podebljan rezultat - utakmice od 1. do 7. kola (1. utakmica između klubova) rezultat normalne debljine - utakmice od 8. do 14. kola (2. utakmica između klubova) rezultat nakošen - nije vidljiv redoslijed odigravanja međusobnih utakmica iz dostupnih izvora rezultat smanjen * - iz dostupnih izvora nije uočljiv domaćin susreta prekrižen rezultat - poništena ili brisana utakmica p - utakmica prekinuta 3:0 p.f. / 0:3 p.f. - rezultat 3:0 bez borbe n.i. - nije igrano |                             |     |     |     |     |     |     |     |     |

 Izvori:

## Unutarnje poveznice
- Područna liga Koprivnica 1975./76.